# Fort du Lomont

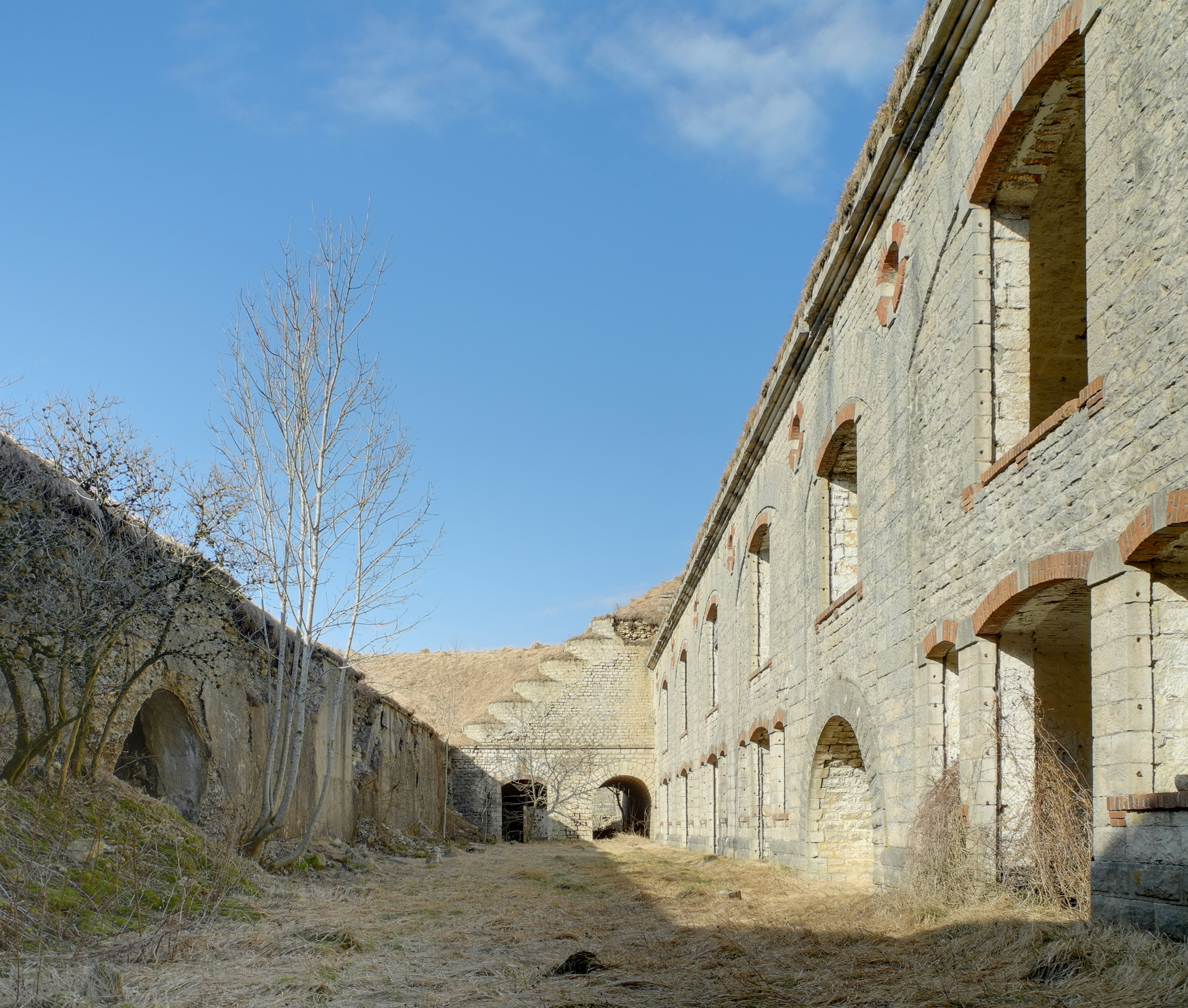
Interior do forte.

O Fort du Lomont, de seu verdadeiro nome Fort Baraguey d'Hilliers, é um forte histórico em França, construído entre 1875 e 1878, e faz parte das fortificação do leste da França de estilo Séré de Rivières, sendo parte integrante do sistema de defesa de Lomont.

## Galeria de fotos

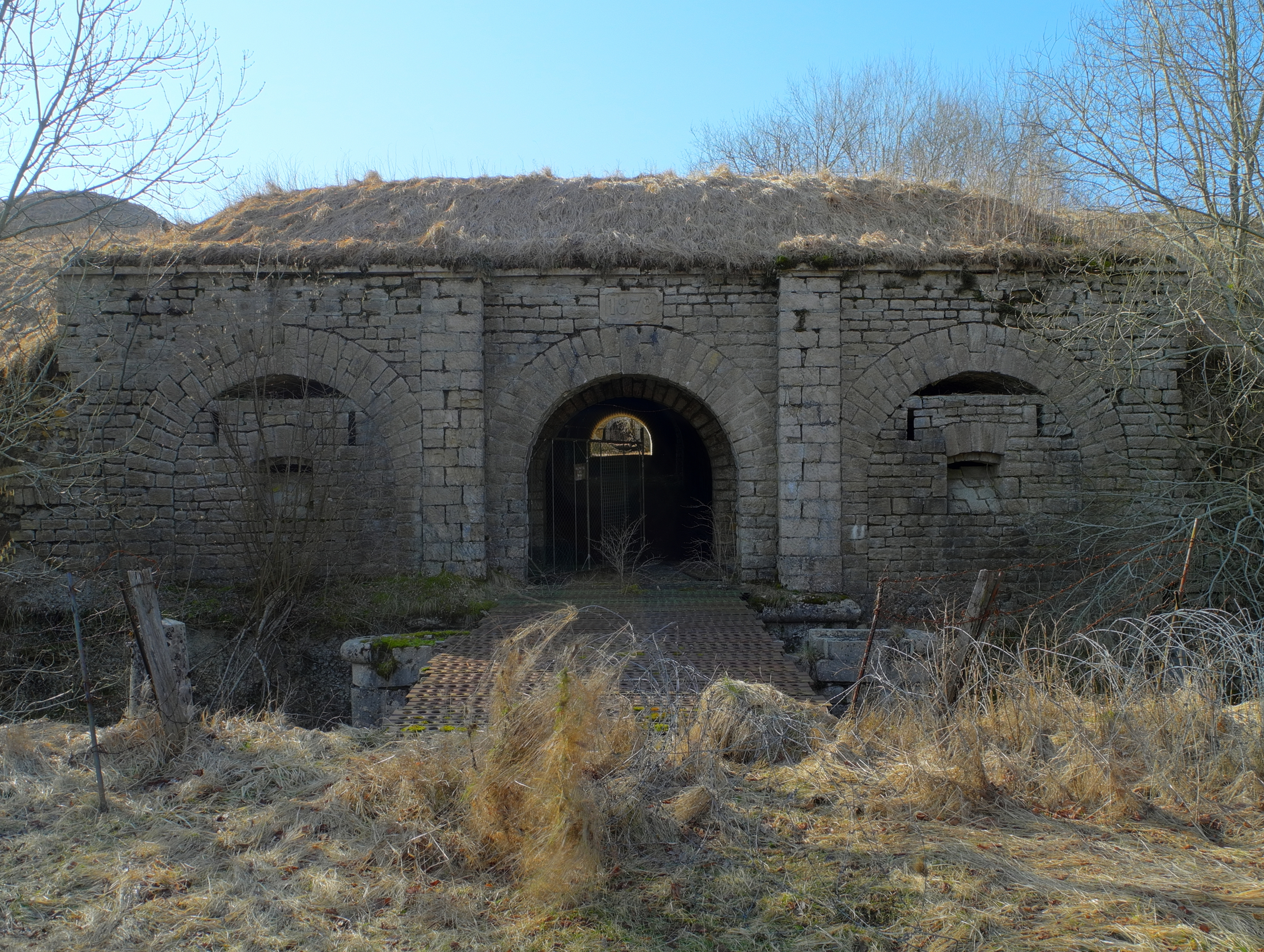
Entrada
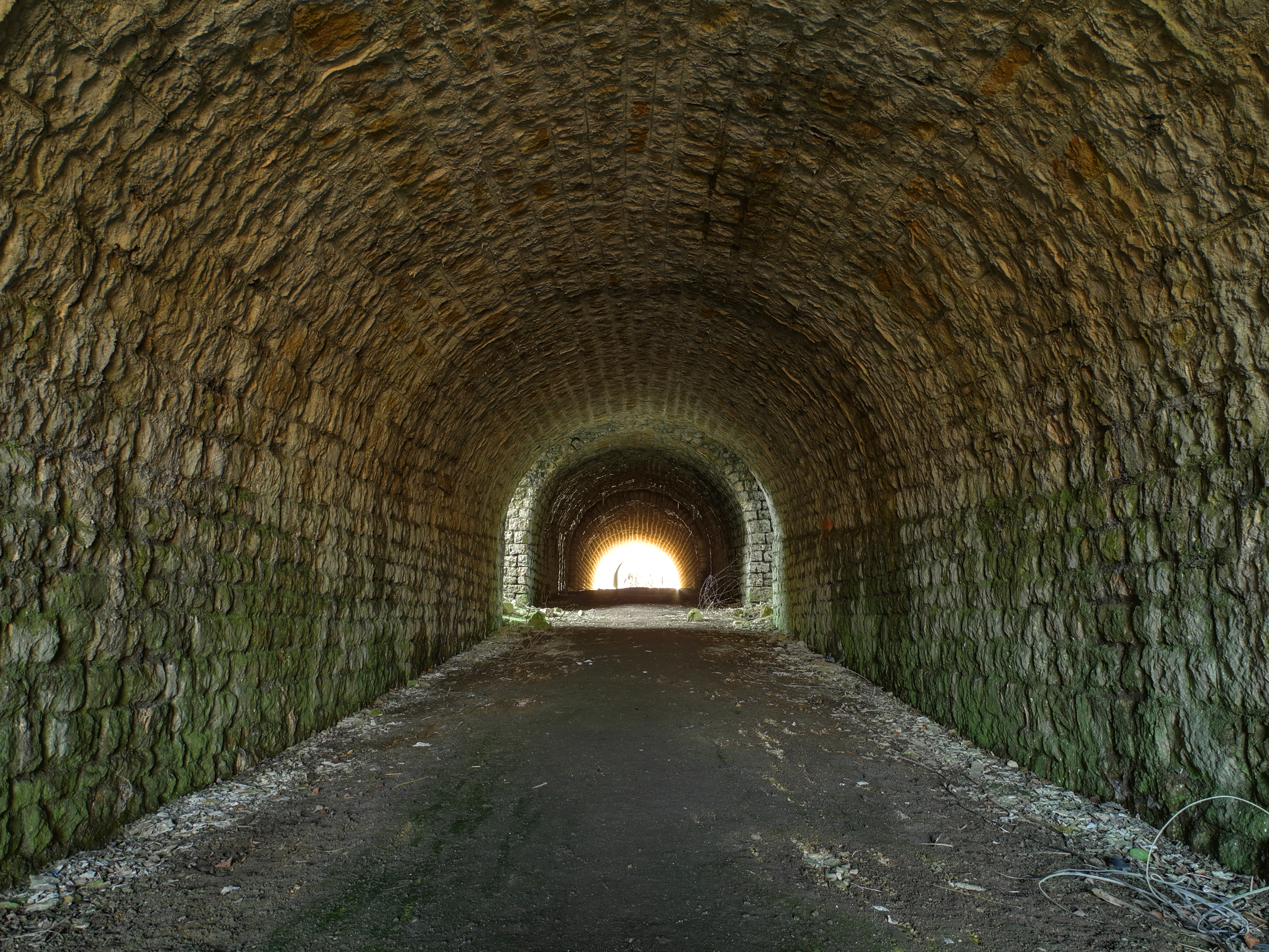
Galeria principal
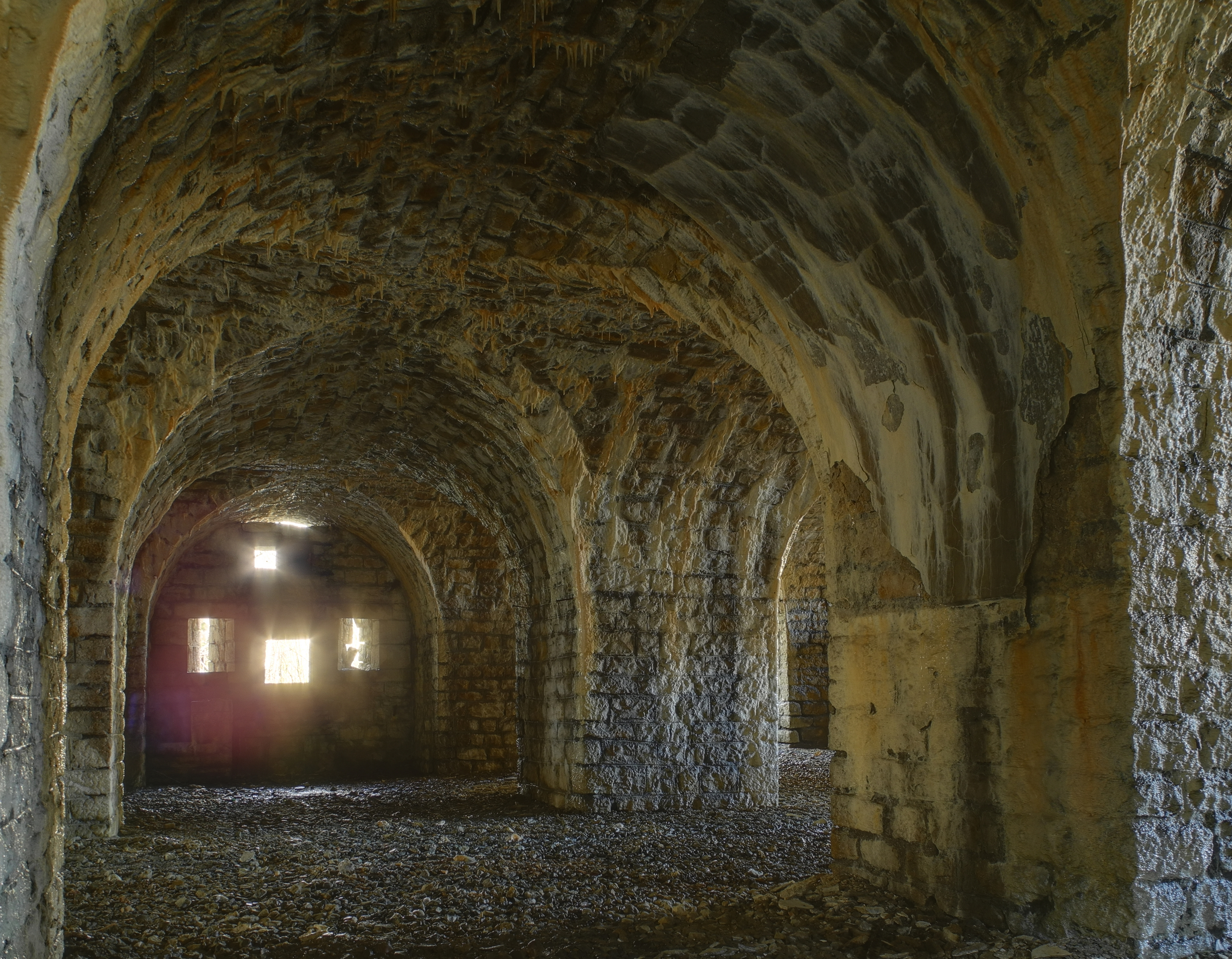
Corredores internos
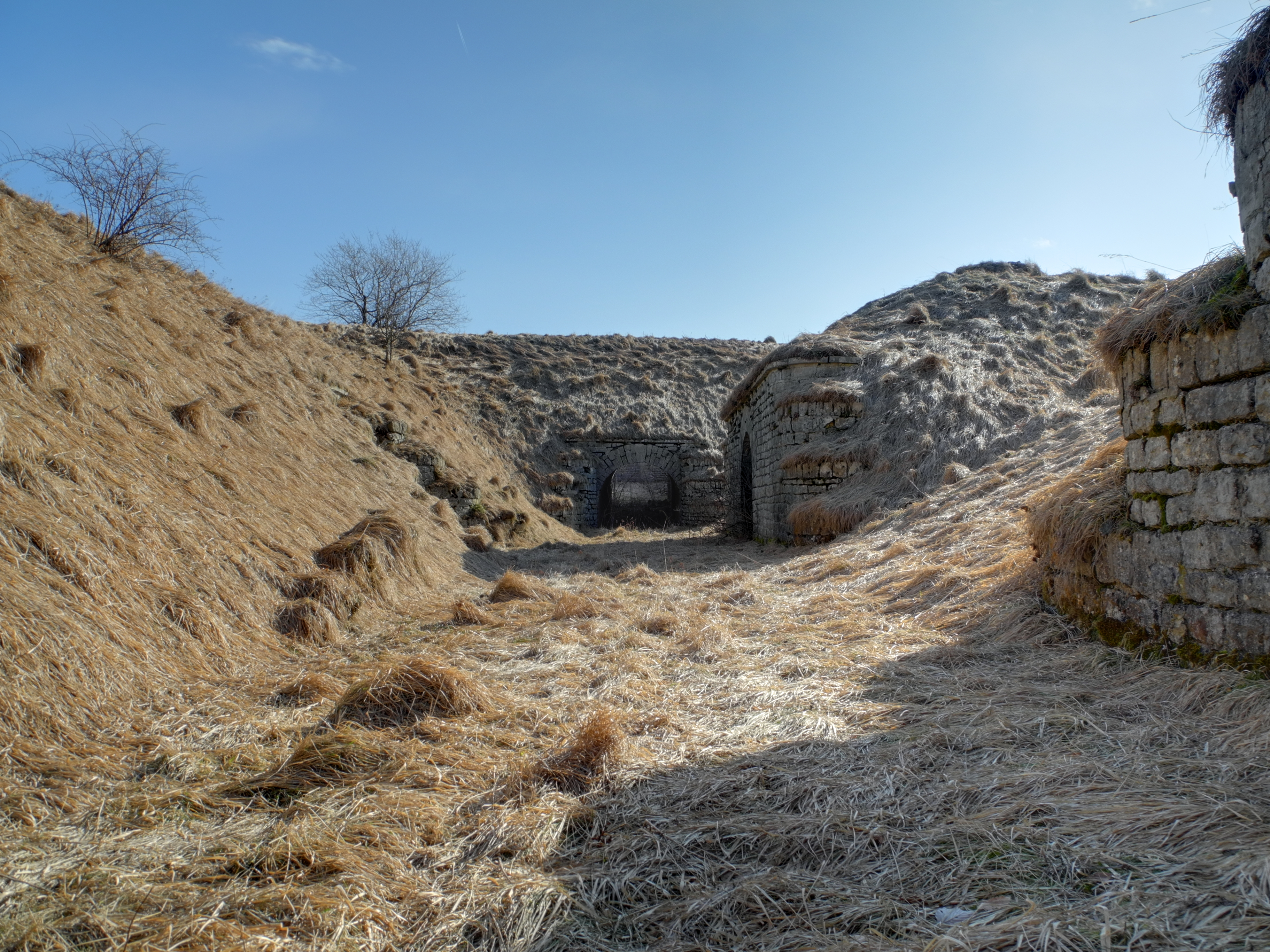
Acesso externo
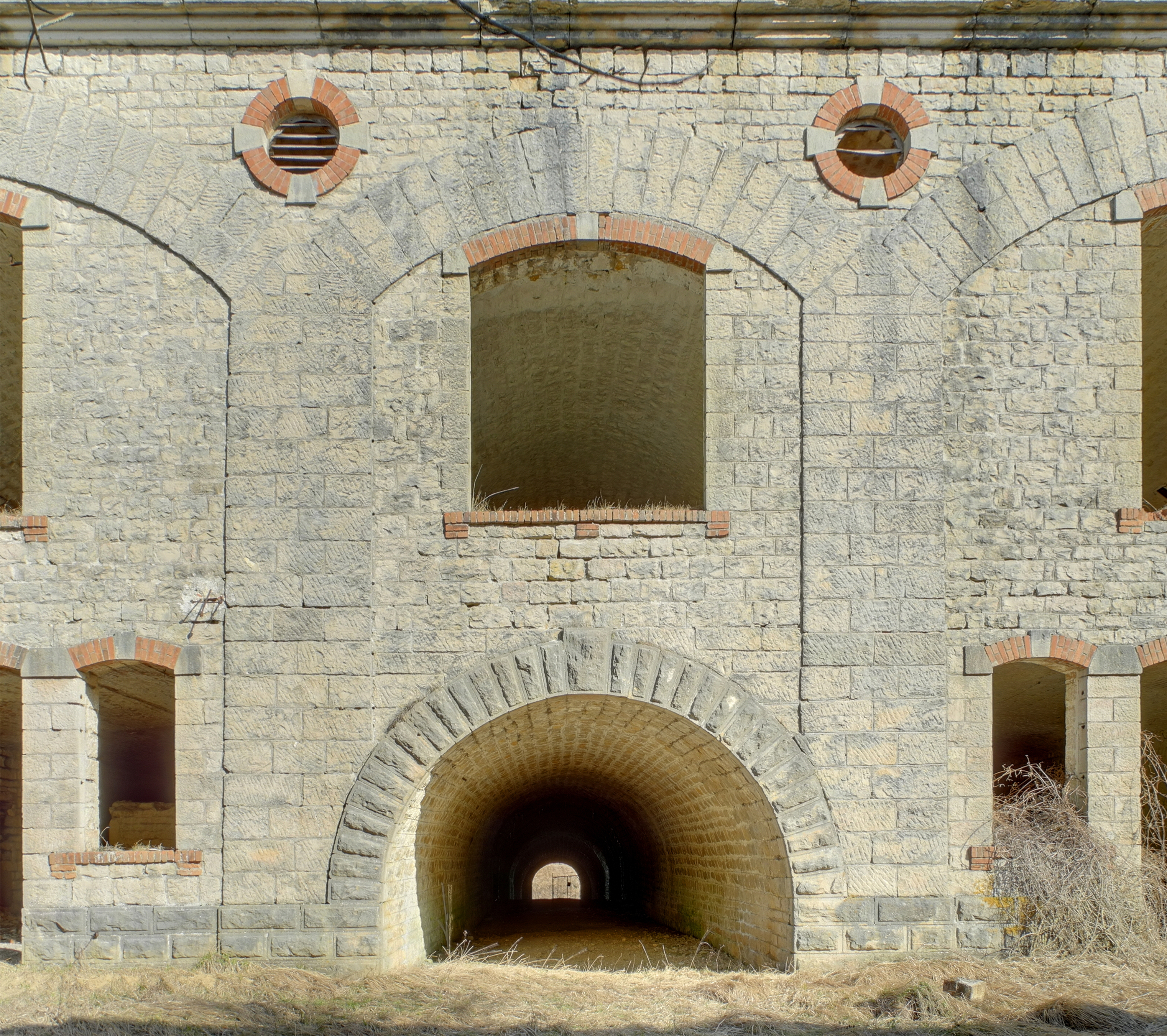
Fachada
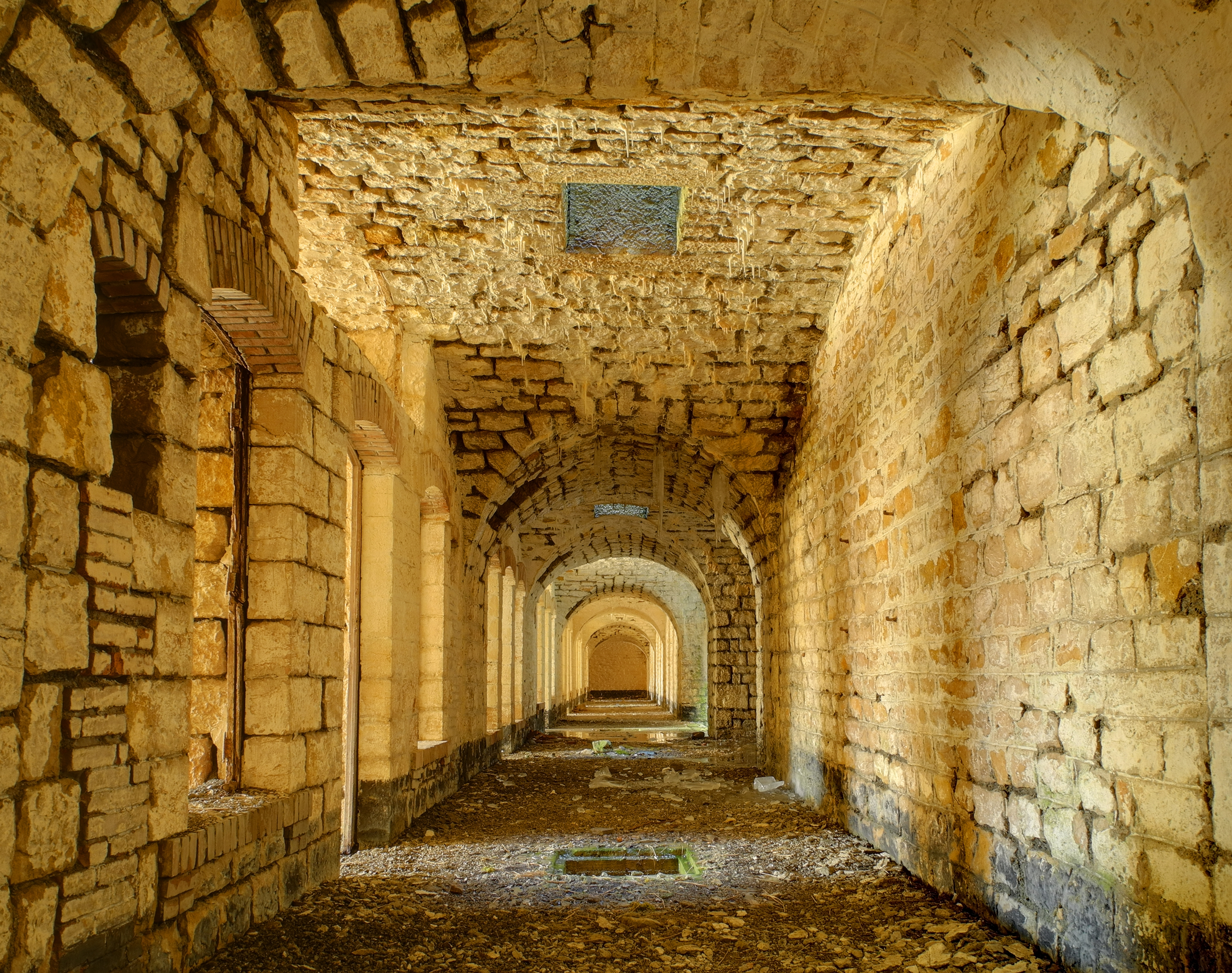
Corredor na parte de trás do Forte (1° andar)
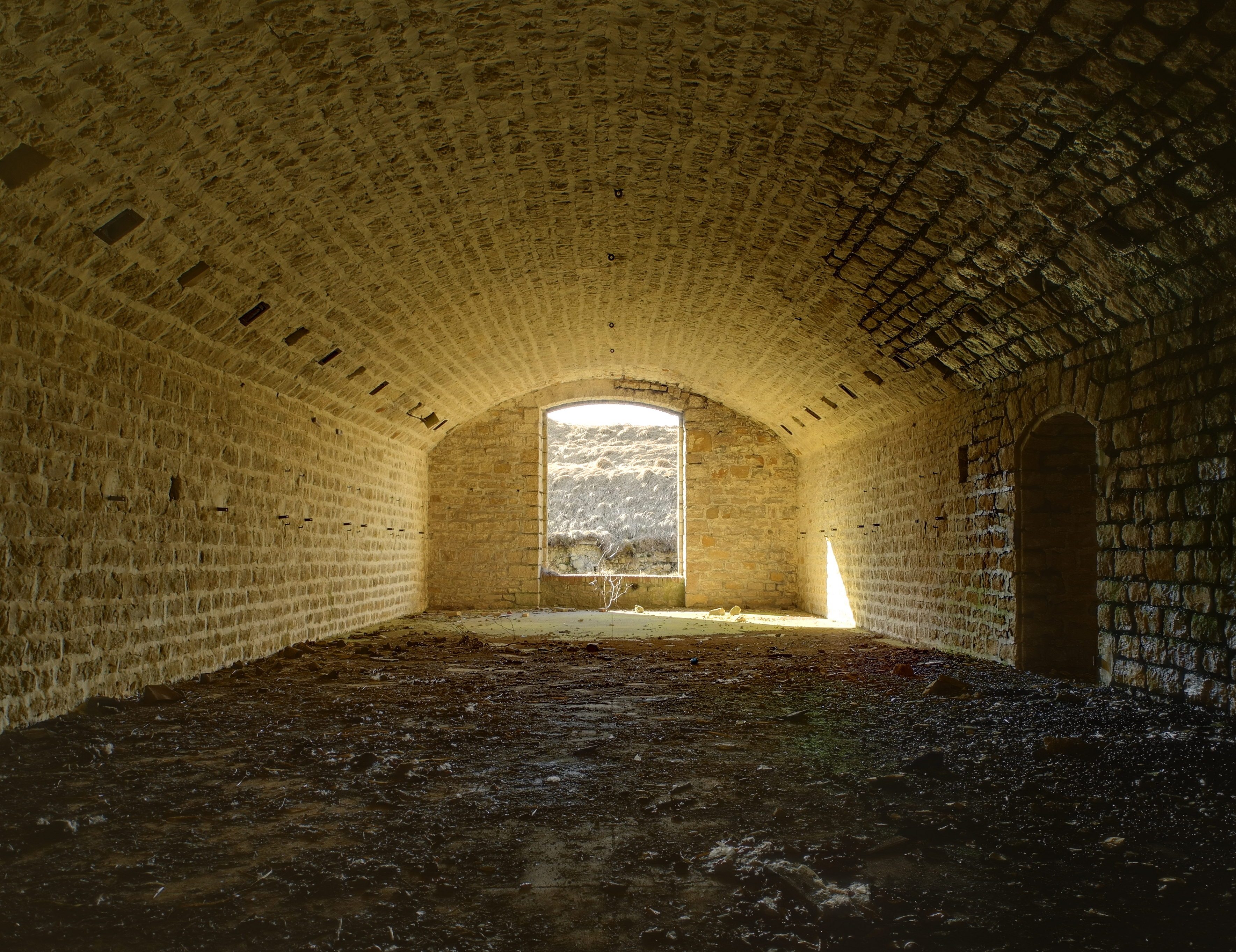
Salão no 1° andar